# Nanshiungosaurus bohlini
Nanshiungosaurus bohlini es una especie dudosa del género extinto Nanshiungosaurus ("reptil de Nanshiung") de dinosaurio terópodo tericinosaurianos, que vivió a finales del período Cretácico, hace aproximadamente 112 millones de años, en el Aptiense, en lo que hoy es Asia. La dudosa segunda especie, "Nanshiungosaurus" bohlini, fue encontrada en 1992 y descrita en 1997. También conserva las vértebras, pero esta especie, sin embargo, tiene una gran diferencia de edad en comparación con la especie tipo y problemas relacionados con las características auténticas, lo que hace que su asignación al género sea cuestionable.
"Nanshiungosaurus" bohlini es un poco más grande, estimado por Paul en 6 metros y 1,3 toneladas, sus vértebras eran únicas, con las costillas cervicales fusionadas que lo distinguía de Alxasaurus. El número de vértebras sacras se determinó primero en cinco, luego se corrigió a seis. N. brevispinus se distingue por la posesión de doce vértebras cervicales robustas con centros vertebrales opistocoelicos, lo que significa que eran cóncavas en sus lados posteriores. La mayoría de los cervicales tienen arcos neurales relativamente cortos, pero en los dorsales son más alargados.
En 1997, Dong Zhiming y Yu Hailu nombraron y describieron una segunda especie, "Nanshiungosaurus" bohlini, basada en un esqueleto encontrado en 1992 cerca de Mazongshan. Se compone de solo 11 vértebras cervicales y 5 dorsales con algunas costillas . El holotipo es IVPP V11116, del Grupo del Xinminbao Superior del Cretácico temprano que data del Barremiense al Aptiense. El nombre específico honra al paleontólogo sueco Birger Bohlin. Dong y Yu no presentaron evidencia o argumentación que respalden la asignación de la especie a Nanshiungosaurus. En vista de la falta de sinapomorfias, rasgos únicos compartidos y la gran diferencia de edad con Nanshiungosaurus brevispinus, generalmente se considera que la supuesta segunda especie no está relacionada con la posterior y podría justificar su propio género.